# Zhu Zhen
El emperador de Liang posterior Youzhen Liang Zhu (20 de octubre de 888 - 18 de noviembre de 923) fue emperador de China entre 913 y 923. Fue el tercer emperador y el último de la primera de las Cinco Dinastías, la dinastía Liang posterior, y el hijo menor de su fundador, Zhu Wen. Cambió su nombre por el de Zhu Zhen, durante su permanencia en el cargo. Se enfrentó con Li Cunxu de Tang posterior. Cuando Li Cunxu atacó su capital, Bianjing, ordenó a su general Haungfu Lin (皇甫 麟) que le matara. Su muerte marcó el final de la última Dinastía Liang, que iba a ser la más larga entre las Cinco Dinastías. A pesar de que su reinado de diez años fue el más largo de todos los emperadores de las Cinco Dinastías (si no se cuenta el reinado de Li Cunxu como Príncipe de Jin antes de tomar el título imperial), las fuentes sobre su época son relativamente escasas, ya que muchos registros posteriores de Liang fueron destruidos. después de la conquista de la dinastía Tang posterior de la dinastía Liang posterior (ya que la dinastía Tang posterior vio a la dinastía Liang posterior como un régimen ilegítimo).
- Datos: Q1319637